# Spoorlijn Krefeld - Bochum
De spoorlijn Krefeld - Bochum is een spoorlijn tussen Krefeld en Bochum in de Duitse deelstaat Noordrijn-Westfalen. Het traject was onderdeel van door de Rheinische Eisenbahn-Gesellschaft (RhE) opgezette spoorlijn tussen Meerbusch-Osterath en Dortmund-Süd en is als lijn DB 2505 onder beheer van DB Netze.
De parallelle spoorlijn tussen Krefeld Hbf en Krefeld-Linn is DB 2500. De parallelle spoorlijn tussen de aansluiting Lohbruch en Rheinhausen (opgebroken vanaf Krefeld-Uerdingen) is DB 2504. De parallelle spoorlijn tussen de Krefeld-Uerdingen en de aansluiting Mühlenberg is DB 2342.

## Geschiedenis
Het traject werd door de Rheinische Eisenbahn-Gesellschaft tussen Krefeld-Oppum en Bochum Nord in fases geopend.
- Hochfeld Süd - Essen Nord: 23 augustus 1866
- Krefeld-Uerdingen - Rheinhausen: 23 augustus 1866
- Essen Nord - Gelsenkirchen: 15 december 1867
- Rheinhausen - Hochfeld Süd: 23 december 1873
- Gelsenkirchen - Bochum Nord: 15 oktober 1874
- Krefeld-Oppum - Krefeld-Uerdingen: 8 juli 1907

## Treindiensten
De Deutsche Bahn verzorgt het personenvervoer op dit traject met IC,  RE en RB treinen. De NordWestBahn verzorgt het personenvervoer met RB treinen.
| Serie    | Treinsoort                      | Route | Bijzonderheden |
| -------- | ------------------------------- | --- | --- |
| IC/EC 32 | Intercity (DB Fernverkehr)      | [ [ Ostseebad Binz – Stralsund Hbf – Greifswald ] / [ Seebad Heringsdorf – Zinnowitz ] – Züssow – Pasewalk – Angermünde – Berlin Gesundbrunnen ] / [ Dresden Hbf – Berlin Südkreuz – Berlin Hbf ] – Berlin-Spandau – Stendal Hbf – Wolfsburg Hbf – Hannover Hbf – [ Herford – Bielefeld Hbf – Gütersloh Hbf – Hamm (Westf) – Dortmund Hbf – Bochum Hbf – Essen Hbf – Mülheim (Ruhr) Hbf ] / [ Osnabrück Hbf – Münster Hbf – Recklinghausen Hbf – Wanne-Eickel Hbf – Gelsenkirchen Hbf – [ Essen Hbf – Mülheim (Ruhr) Hbf ] / [ Oberhausen Hbf ] ] – Duisburg Hbf – [ [ Krefeld Hbf ] / [ Düsseldorf Flughafen – Düsseldorf Hbf – Neuss Hbf ] – Mönchengladbach Hbf – Aachen Hbf ] / [ Düsseldorf Flughafen – Düsseldorf Hbf – Köln Hbf – Bonn Hbf – Remagen – Andernach – Koblenz Hbf – Bingen (Rhein) Hbf – Mainz Hbf – Worms Hbf – Mannheim Hbf – Heidelberg Hbf – Vaihingen (Enz) – Stuttgart Hbf – [ Reutlingen – Tübingen ] / [Plochingen – Göppingen – Ulm Hbf – [ Biberach (Riß) – Ravensburg – Friedrichshafen Stadt – Lindau Hbf – Bregenz – Dornbirn – Feldkirch – Bludenz – Landeck-Zams – Imst-Pitztal – Telfs-Pfaffenhofen – Innsbruck Hbf ] / [ Günzburg – Augsburg Hbf – München-Pasing – München Hbf – Rosenheim – Bad Endorf – Prien a Chiemsee – Traunstein – Freilassing – Salzburg Hbf – Golling-Abtenau – Bischofshofen – St. Johann im Pongau – Schwarzbach-St. Veit – Dorfgastein – Bad Hofgastein – Bad Gastein – Mallnitz-Obervellach – Spittal-Milstättersee – Villach Hbf – Velden am Wörthersee – Pörtschach am Wörthersee – Krumpendorf am Wörthersee – Klagenfurt Hbf ] ] | 's Zomers één trein per richting per week tussen Keulen en Binz/Heringsdorf. Enkele treinen tussen Hannover en Essen via Münster. Één trein per dag vanaf Ulm naar Innsbruck. Doordeweeks één trein per dag vanaf Stuttgart naar Tübingen. |
| RE 42    | Regional-Express (DB Regio NRW) | Mönchengladbach Hbf – Viersen – Krefeld Hbf – Duisburg Hbf – Essen Hbf – Gelsenkirchen Hbf – Wanne-Eickel Hbf – Recklinghausen Hbf – Münster (Westf) Hbf | Niers-Haard-Express |
| RB 31    | Regionalbahn (NordWestBahn)     | (Xanten – Alpen – )Moers – Trompet – Rumeln – Rheinhausen – Duisburg Hbf | Der Niederrheiner 2x per uur Moers-Duisburg, zondag 1x per uur |
| RB 33    | Regionalbahn (DB Regio NRW)     | Aachen Hbf – Herzogenrath – Lindern – / [ Heinsberg (Rheinl) ] Rheydt Hbf – Mönchengladbach Hbf – Viersen – Krefeld Hbf – Rheinhausen – Duisburg Hbf – Mülheim (Ruhr) Hbf – Essen Hbf | Rhein-Niers-Bahn Trein splitst en combineert in Lindern. |

## Aansluitingen
In de volgende plaatsen is of was er een aansluiting op de volgende spoorlijnen:
Krefeld-Oppum
DB 2503, spoorlijn tussen Krefeld-Oppum Of en Krefeld-Oppum Ko
DB 2520, spoorlijn tussen Mönchengladbach en Krefeld-Oppum
DB 2610, spoorlijn tussen Keulen en Kranenburg
Krefeld-Linn
DB 2500, spoorlijn tussen Krefeld Hbf en Krefeld-Linn
DB 2504, spoorlijn tussen aansluiting Lohbruch en Rheinhausen
Krefeld-Uerdingen
DB 2, spoorlijn tussen Krefeld-Uerdingen en Trompet
DB 2342, spoorlijn tussen Krefeld-Uerdingen en de aansluiting Mühlenberg
DB 2343, spoorlijn tussen Krefeld-Uerdingen en Bockum
DB 2520, spoorlijn tussen Mönchengladbach en Krefeld-Oppum
Aansluiting Mühlenberg
DB 2340, spoorlijn tussen de aansluiting Mühlenberg en Trompet
DB 2341, spoorlijn tussen de aansluiting Mühlenberg en de aansluiting Borgschenhof
Rheinhausen
DB 2330, spoorlijn tussen Rheinhausen en Kleef
DB 2504, spoorlijn tussen aansluiting Lohbruch en Rheinhausen
Duisburg Hochfeld Süd
DB 2311, spoorlijn tussen Duisburg Hochfeld Süd en Duisburg Hauptbahnhof
DB 2312, spoorlijn tussen Duisburg Hochfeld Süd en Duisburg Hauptbahnhof
DB 2328, spoorlijn tussen Duisburg Hochfeld Süd en Duisburg Hauptbahnhof
Duisburg Hochfeld Süd Vorbahnhof
DB 2315, spoorlijn tussen Duisburg Hochfeld Süd en Duisburg-Wanheim
DB 2320, spoorlijn tussen Duisburg-Wedau en Oberhausen-Osterfeld Süd
DB 2323, spoorlijn tussen Duisburg Hochfeld Süd en aansluiting Sigle
DB 2326, spoorlijn tussen Duisburg-Bissingheim en Duisburg Hauptbahnhof
Mülheim (Ruhr)-Speldorf
DB 2324, spoorlijn tussen Mülheim-Speldorf en Niederlahnstein
DB 2325, spoorlijn tussen Mülheim-Speldorf en Mülheim-Broich
Mülheim (Ruhr) Hauptbahnhof
DB 2291, spoorlijn tussen Mülheim-Styrum en Bochum
DB 2300, spoorlijn tussen Duisburg-Ruhrort en Essen
Mülheim (Ruhr)-Heißen
DB 40, spoorlijn tussen Mülheim-Heißen en de aansluiting Heißen
DB 2180, spoorlijn tussen Mülheim-Heißen en Altendorf
DB 2181, spoorlijn tussen Mülheim-Heißen en Essen West
DB 2182, spoorlijn tussen Mülheim-Heißen en aansluiting Schönebeck
DB 2300, spoorlijn tussen Duisburg-Ruhrort en Essen
Essen-Altendorf
DB 7, spoorlijn tussen Essen-Altendorf en Essen-Altenessen Rheinisch
DB 2174, spoorlijn tussen Essen-Borbeck en Essen-Altendorf
Essen Nord
DB 2170, spoorlijn tussen Essen-Altenessen en Essen Nord
DB 2171, spoorlijn tussen Essen Nord en Essen-Stoppenberg
DB 2177, spoorlijn tussen Bergeborbeck en Essen Nord
aansluiting Frillendorf
DB 2176, spoorlijn tussen de aansluiting Frillendorf en Essen Ost
Essen-Kray Nord
DB 2163, spoorlijn tussen Essen Hauptbahnhof en Essen-Kray Nord
DB 2168, spoorlijn tussen Essen-Kray Nord en Gelsenkirchen
DB 2209, spoorlijn tussen Essen-Kray Nord en Wanne-Eickel Hauptbahnhof
Gelsenkirchen-Wattenscheid
DB 2232, spoorlijn tussen Gelsenkirchen Hauptbahnhof en Wanne-Eickel Hauptbahnhof
DB 2233, spoorlijn tussen Gelsenkirchen-Wattenscheid en Zeche Präsident
Bochum Präsident
DB 2151, spoorlijn tussen Bochum Präsident en Dortmund aansluiting Flm
DB 2152, spoorlijn tussen Bochum Präsident en Bochum-Riemke
Bochum Nord
DB 2151, spoorlijn tussen Bochum Präsident en Dortmund aansluiting Flm
DB 2155, spoorlijn tussen Bochum Nord en Bochum-Weitmar
aansluiting Prinz von Preußen
DB 2156, spoorlijn tussen aansluiting Prinz von Preußen en Bochum-Langendreer
DB 2157, spoorlijn tussen aansluiting Prinz von Preußen en Bochum-Langendreer
DB 2158, spoorlijn tussen Bochum en Dortmund

## Elektrische tractie
Het traject werd tussen 1964 en 1977 geëlektrificeerd met een wisselspanning van 15.000 volt 16⅔ Hz. Op het gedeelte tussen Mülheim-Speldorf en Bochum Präsident is de bovenleiding in 2004 weer afgebroken.